# Ernst Bremer

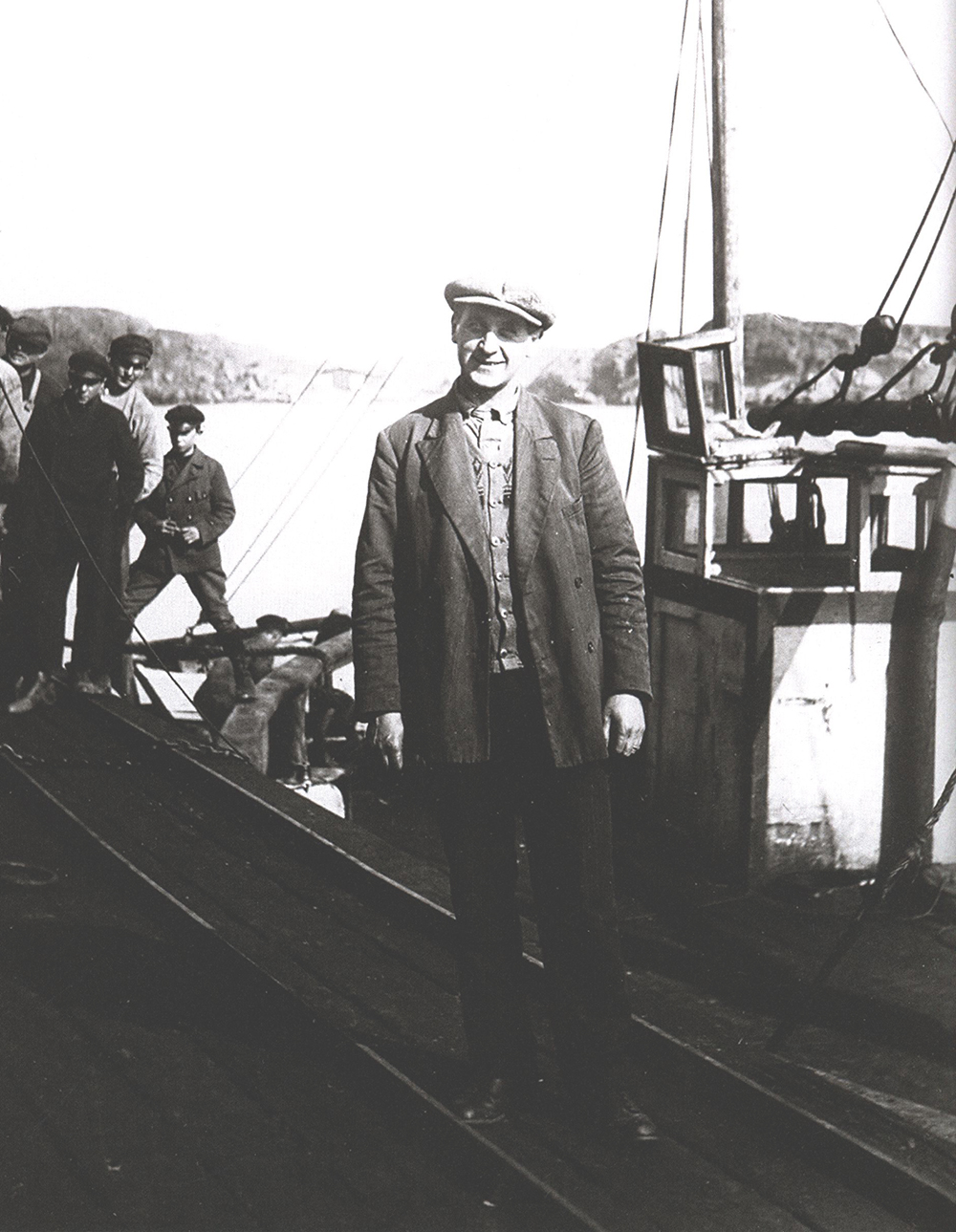
Ernst Bremer omkring 1925.

Ernst Bremer, född 16 februari 1886 på Öckerö, död 10 mars 1985 i Göteborg, var en svensk entreprenör. Dock är han mer omtalad som "smugglarkungen".
Bremer beskrivs nästan alltid som en folkhjälte trots ett digert brottsregister och ständiga konfrontationer med tullen. Under några år på 1910-talet bodde Bremer på Kalvsund. Villan blev år 2004 förklarad som byggnadsminne och där inreddes ett smugglarmuseum.
Åren kring 1920 hade spritförbud införts i Norge och motboken i Sverige, vilket ledde till en betydande smugglingstrafik via Strömstad som bland annat gjorde omlastningar i havsområdena väster om Grisbådarna som var grunda med goda ankringsmöjligheter samt låg på internationellt vatten. Bremer var en betydande aktör i denna smugglingsverksamhet. Bland annat förlorade han 1923 som ägare en gammal tysk hjulångare "Greifswald" som förliste med en stor spritlast. Han åtalades 1929 i Norge för att ha smugglat in 330 000 liter sprit till Norge.
1944 orsakade han även en diplomatisk kontrovers mellan Sverige och Storbritannien då han med sin fiskebåt befann sig utanför Skottlands kust för att fiska. Tillsammans med sin besättning hade han tagit sig över de tyska minbältena i Nordsjön. Britterna misstänkte honom att vara tysk spion som fått fri lejd över minorna. Bremer satt fängslad i Storbritannien under ett år. 
Bremers karriär som spritsmugglare skildrades fritt i filmkomedin Smugglarkungen från 1985 med bland annat Janne ”Loffe” Carlsson och Björn Skifs i huvudrollerna.